# Heinrich Adolph von Zwanziger

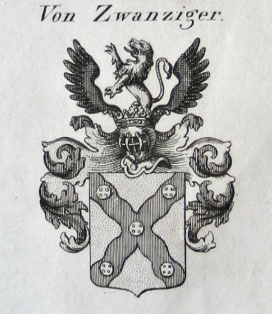
Wappen der Adelsfamilie von Zwanziger

Heinrich Adolph Zwanziger, ab 1787 von Zwanziger (* 26. Januar 1776 in Castell (Unterfranken); † 15. September 1835 in München) war ein bayerischer Offizier und Kommandeur des 1. Bayerischen Infanterie-Regiments „König“.

## Herkunft
Die Familie stammte aus Unterfranken. Friedrich Adolph Zwanziger (1745–1800), Gesandter der Fürsten zu Löwenstein, der Grafen von Castell und  von Erbach sowie der Schenken von Limpurg, beim Fränkischen Reichskreis in Nürnberg, außerdem Begründer der Fürstlich Castell’schen Bank, wurde am 5. April 1784, Kaiser Joseph II.  in den erblichen Adelsstand erhoben.

## Biografie
Heinrich Adolph von Zwanziger war der Sohn des genannten Diplomaten Friedrich Adolph von Zwanziger und seiner Gattin Marie Salome geb. Günther. Geboren wurde er im sogenannten Schlösschen in Castell. Er studierte die Fächer der Humaniora, später Jura an der Universität Jena. Nach Beendigung der Studien trat Zwanziger in die Gesandtschaft des Vaters ein und übernahm auch dessen Amt, als er 1800 starb; zudem avancierte er zum fürstlich löwensteinischen Hofrat. In dieser Stellung blieb er bis zur Mediatisierung der von ihm vertretenen Territorien (1803) und ging danach in bayerische Staatsdienste.
Auf eigenen Wunsch trat der Adelige 11. November 1806 in die Bayerische Armee ein und begann seine Laufbahn als Hauptmann im damaligen 13. Bayerischen Infanterie-Regiment (später 11.) Mit dieser Einheit nahm er 1807 am Feldzug in Schlesien teil, 1809 an den Kämpfen in Tirol. Dort wurde Zwanziger im Mai 1809, im Gefecht bei Waidring, schwerst verwundet. Erst 1812, im Feldzug gegen Russland, konnte er wieder eingesetzt werden. Hier avancierte er zum Major und erhielt das Ritterkreuz der französischen Ehrenlegion. Auf dem winterlichen Rückzug verlor er durch Erfrierungen mehrere Finger an beiden Händen, weshalb er wiederum für einige Zeit dienstunfähig war. Die Feldzüge 1814 und 1815 machte Heinrich Adolph von Zwanziger in Frankreich mit, man ernannte ihn nacheinander zum Stadtkommandanten von Nancy und Colmar. Schließlich blieb der Offizier bis 1819 als Festungskommandant der alliierten Besatzungstruppen in Bitsch, wo er direkt dem Herzog von Wellington unterstand, der ihn persönlich schätzte. Beim Abzug verlieh ihm König Ludwig XVIII. das Ritterkreuz des französischen Militärverdienstordens.
Bis 1823 fand er bei den Stäben der Festungen Landau und Germersheim Verwendung. Dann versetzte man Zwanziger zum 1. Bayerischen Infanterie-Regiment „König“ in München, dessen Kommandeur er 1825 im Rang eines Obersts wurde und bis zu seiner Pensionierung 1833 blieb.
Heinrich Adolph von Zwanziger musste vorzeitig in Pension gehen, da sich als Spätfolge seiner Tiroler Verwundung eine fortschreitende Lähmung der Beine einstellte. Am 6. September 1835 fuhr der schwer behinderte Offizier mit seiner Kutsche in München spazieren. Auf dem Weg vom Hofgarten zum Englischen Garten passierte er die Hofgartenkaserne des Infanterie-Leib-Regiments. Dort scheute sein Pferd infolge eines Trommelsignals und ging mit der Kutsche durch. Zwanziger stürzte auf die Straße, wo er sich lebensgefährlich am Kopf verletzte und verstarb am 15. September.
Neben den bereits erwähnten Auszeichnungen trug Heinrich Adolph von Zwanziger auch das bayerische Militärdenkzeichen für 1813/1815 und den preußischen Orden des Stiftes Herford.